# Aiden McGeady
Aiden McGeady, född 4 april 1986 i Denny, Skottland, är en professionell fotbollsspelare som spelar som yttermittfältare för Ayr United. Han har även representerat det irländska landslaget. Trots att han är född och uppvuxen i Skottland har han valt att spela landskamper för Irland, vilket är möjligt eftersom hans mor- och farföräldrar var en del av de irländare som utvandrade till Skottland på 1950-talet. När han var 17 år blev han uttagen till det skotska U21-laget.[källa behövs]

## Klubbkarriär

### Celtic
McGeady är fotbollsfostrad i Celtic och gjorde debut i A-laget 24 april 2004, i en match mot Hearts. Han fick starta matchen och gav sitt lag och sig själv en drömstart med ett mål redan efter 17 minuter. Säsongen därpå slog sig McGeady på allvar in i A-laget med 27 matcher i ligan och gjorde Champions League-debut mot Milan.
Efter att ha fått säsongen 2005-2006 till stora delar förstörd av en knäskada var han återigen en given startspelare året därpå. Han var tongivande när Celtic både vann skotska ligan och avancerade från Champions Leagues gruppspel för första gången i klubbens historia, genom att som ett av två lag gå vidare från en grupp med Benfica, Manchester United och FC Köpenhamn.
Säsongen 2007-2008 var fantastisk för både McGeady och Celtic, då man både vann ligan för tredje säsongen i rad, samt gick vidare från gruppspelet i Champions League för andra gången. Totalt stod McGeady för 8 mål och 24 assist under säsongen, vilket ledde till att han utnämndes till årets unga skotska spelare samt skotska ligans bästa spelare.

### Spartak Moskva
I augusti 2010 accepterade Celtic ett bud på McGeady värt motsvarande nästan 100 miljoner kronor från den ryska storklubben Spartak Moskva, vilket gjorde honom till den dyraste skotska spelaren som sålts utomlands.

### Everton
Den 11 januari 2014 presenterades Aiden McGeady klar för Everton inför hemmamatchen mot Norwich City.

### Sunderland
Den 13 juli 2017 värvades McGeady av Sunderland, där han skrev på ett treårskontrakt. Den 31 januari 2020 lånades ut till Charlton Athletic på ett låneavtal över resten av säsongen 2019/2020. Den 30 juni 2021 förlängde McGeady sitt kontrakt i Sunderland med ett år.

### Hibernian
Den 24 juni 2022 värvades McGeady av Hibernian, där han skrev på ett ettårskontrakt.

### Ayr United
Den 21 juli 2023 värvades McGeady av Ayr United, där han skrev på ett tvåårskontrakt.

## Landslagskarriär
McGeady debuterade för det irländska landslaget i juli 2004, i en träningsmatch mot Jamaica. Han gjorde sitt första landslagsmål 26 mars 2011 mot Makedonien under kvalet till EM i Polen och Ukraina.